# Quadrangle de Cebrenia

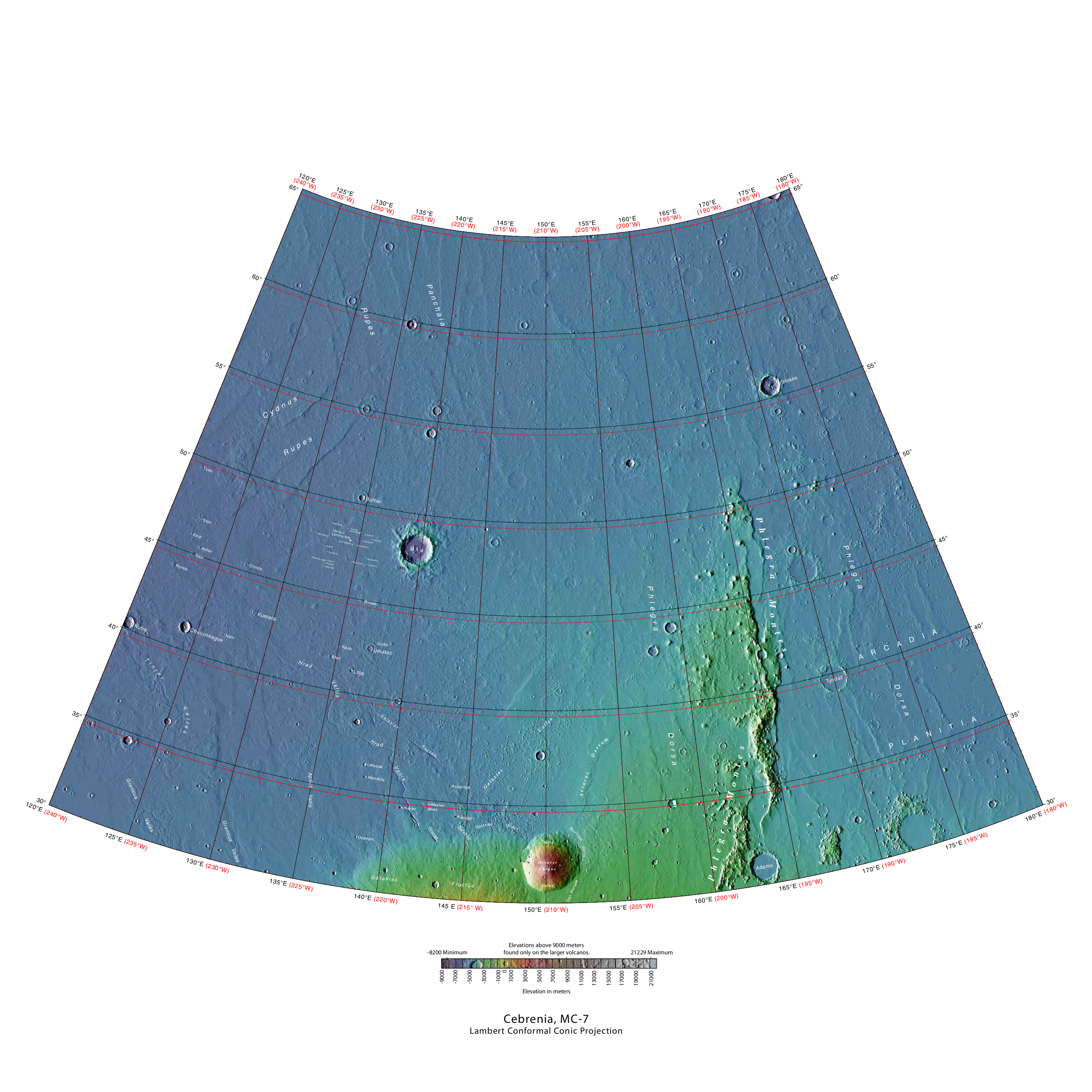
Quadrangle de Cebrenia

Dans le cadre de la géographie de la planète Mars, le quadrangle de Cebrenia  — également identifié par le code USGS MC-07 — désigne une région martienne définie par des latitudes comprises entre 30º et 65º N et des longitudes comprises entre 120º et 180º E. 